# Hanulin (stacja kolejowa)
Hanulin – stacja techniczna i posterunek odgałęźny, dawniej stacja kolejowa w Hanulinie na linii kolejowej nr 272, w województwie wielkopolskim, w Polsce.